# Jack Beaumont

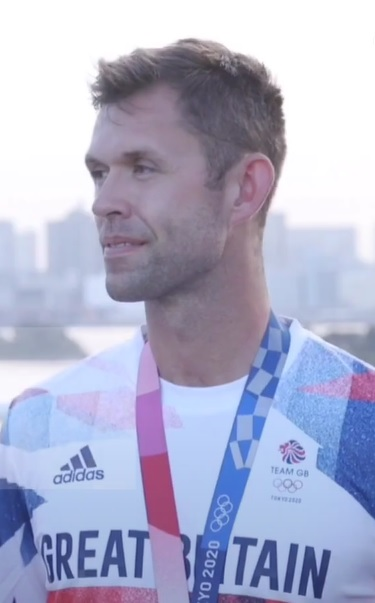
Jack Beaumont, 2021

Jack Robert A. Beaumont (* 21. November 1993 in Maidenhead) ist ein britischer Ruderer und Olympiazweiter 2021.

## Sportliche Karriere
Jack Beaumont belegte bei den Junioren-Weltmeisterschaften 2010 den vierten Platz mit dem Doppelvierer, 2011 erreichte er den siebten Platz. Bei den U23-Weltmeisterschaften 2012 war er Siebter im Doppelzweier, 2013 ruderte er mit dem Doppelvierer auf den vierten Platz. Seine erste internationale Medaille gewann er zusammen mit Angus Groom im Doppelzweier bei den U23-Weltmeisterschaften 2014, als die beiden Briten Bronze hinter den Franzosen und den Litauern erhielten.
2015 gewann Beaumont seine erste internationale Medaille im Erwachsenenbereich. Bei den Europameisterschaften 2015 in Posen erreichten Jack Beaumont, Sam Townsend, Graeme Thomas und Peter Lambert den dritten Platz im Doppelvierer hinter den Booten aus Russland und aus der Ukraine. Bei den U23-Weltmeisterschaften 2015 belegte Beaumont den fünften Platz im Einer. 2016 trat er im Ruder-Weltcup im Zweier und im Einer an. Bei den Olympischen Spielen 2016 in Rio de Janeiro war Beaumont als Ersatzruderer nominiert, rückte dann aber für den erkrankten Graeme Thomas in den Doppelvierer. Bei der Olympischen Regatta belegten Angus Groom, Peter Lambert, Sam Townsend und Jack Beaumont den vierten Platz im Vorlauf. und erreichten als Zweite des Hoffnungslaufs das Finale, wo sie den fünften Platz belegten.
Bei den Europameisterschaften 2017 ruderten Thomas Barras, Jack Beaumont, Jonathan Walton und Peter Lambert auf den vierten Platz mit 0,25 Sekunden Rückstand auf die drittplatzierten Italiener. Vier Monate später bei den Weltmeisterschaften 2017 saß John Collins für Thomas Barras im Doppelvierer. Beaumont, Walton, Collins und Lambert gewannen hinter den Litauern die Silbermedaille mit 0,29 Sekunden Vorsprung auf die drittplatzierten Esten. 2018 trat Beaumont zusammen mit Harry Leask im Doppelzweier an. Die beiden gewannen bei den Europameisterschaften 2018 die Bronzemedaille hinter den Franzosen und den Rumänen. Bei den Weltmeisterschaften 2018 erreichten Angus Groom und Jack Beaumont den vierten Platz mit 1,32 Sekunden Rückstand auf die drittplatzierten Neuseeländer. 2019 kehrte Beaumont in den Doppelvierer zurück. Bei den Europameisterschaften 2019 siegten die Niederländer vor den Italienern, dahinter erhielten Beaumont, Walton, Groom und Lambert die Bronzemedaille. Die vier Briten verpassten hingegen das A-Finale bei den Weltmeisterschaften 2019 und belegten den achten Platz. 2021 ruderte der britische Doppelvierer in der Besetzung Harry Leask, Angus Groom, Thomas Barras und Jack Beaumont. Die Briten belegten den fünften Platz bei den Europameisterschaften in Varese. Drei Monate später qualifizierte sich die Crew bei den
Olympischen Spielen in Tokio über den Hoffnungslauf für das Finale. Im Finale erreichten die Briten den zweiten Platz hinter den Niederländern und vor den Australiern.